# Corona-North Main station (Metrolink)
La  estación Corona-North Main station (en inglés: Corona-North Main station), es una estación de tren regional de la línea 91/Perris Valley y línea Inland Empire-Orange County de Metrolink en Corona, California, área regional de Los Ángeles en Estados Unidos. 

## Descripción
La estación Metrolink se inauguró el 22 de noviembre de 2002 con servicio de la línea Inland Empire-Orange County. Cuenta con un andén de plataforma lateral y otro de plataforma central. Cuenta con 500 aparcamientos. La estación es propiedad de Riverside County Transportation Commission. La línea 91/Perris Valley inauguró servicio el 6 de mayo de 2002. El tren de línea 91/Perris Valley es de Los Ángeles en el oeste y Perris en el este. La línea Inland Empire-Orange County es de San Bernardino en el norte a Oceanside en el sur. 
Había un depot original con servicio de Ferrocarril de Atchison, Topeka y Santa Fe, actualmente no en uso.

## Servicio
La estación Corona-North Main recibe el servicio de 14 trenes de la línea 91/Perris Valley de Metrolink (7 en cada dirección) entre semana. El servicio de fin de semana consta de 4 trenes (2 en cada dirección) tanto los sábados como los domingos.
También recibe 18 trenes de la línea Inland Empire-Orange County (9 en cada dirección) y 4 trenes en fin de semana.

## Conexiones
- Riverside Transit Agency - ruta: 1, 3, y 206
- Corona Cruiser - ruta: Blue y Red